# The Burlington Magazine
The Burlington Magazine es una revista de arte británica fundada en 1903 por Roger Fry y Bernard Berenson, entre otros. Desde 1986, la revista es una empresa sin ánimo de lucro, propiedad de The Burlington Magazine Foundation, del Reino Unido y de The Burlington Magazine Foundation Inc., de Nueva York. Desde 2017, su directo es Michael Hall.

The Burlington Magazine es simplemente la mejor revista  que existe sobre la historia del arte. Gabriele Finaldi, director de The National Gallery.

## Directores
Sus directores han incluido al propio Fry y a Herbert Read.

## Colaboradores
Sus colaboradores han incluido a historiadores de arte como Kenneth Clark, John Pope-Hennessy, E. H. Gombrich, Denis Mahon, Francis Haskell, John Rewald o Pierre Rosenberg además de a artistas o escritores como Henry James, Osbert Sitwell, Walter Sickert, Georg Baselitz, Howard Hodgkin o Bridget Riley.